# Les Gosses
Les Gosses est une série de bande dessinée humoristique créée en 1995 par Carabal (scénario et dessins).

## Historique
Caricaturiste de profession, Carabal décide, dans le milieu des années 1990, de dessiner quelques planches d'humour familial s'inspirant de ses propres enfants en créant Cyril, Romain et toute leur famille, calquée sur son propre entourage familial (prénoms compris). Devant l'insistance de ce dernier, il finit par envoyer ces planches à plusieurs journaux féminins français. Les premières « aventures » de ladite famille seront finalement publiées dès 1995 dans les pages de l'hebdomadaire Femme actuelle. 
Depuis 1997, les gags de Carabal et de sa petite famille sont publiés au format album, chez Dupuis, collection : « Humour Libre » et « Tous publics ».

## Synopsis
Les Gosses raconte la vie quotidienne de deux (puis trois) enfants, Cyril et Romain (rejoint par leur petite sœur, Lola, dès le tome 11), et de leur famille.

## Personnages
- Cyril : le frère aîné, grand amateur de foot et de jeux vidéos, il s'entend très bien avec son frère.
- Romain: le frère cadet, qui ressemble beaucoup à son grand frère.
- Le père: fan de foot, il peut parfois faire preuve d'immaturité.
- La mère: très présente, aimante et exigeante, elle s'occupe de beaucoup de choses dans la maison.
- Mamichou : grand-mère côté maternel, elle est plutôt envahissante
- Mamicloclo : grand-mère du côté paternel, elle est plutôt tête en l'air.
- Pépé
- Papy
- Patchi :  chien de Mamichou.
- Lola (dès le tome 11): petite sœur tardive.

## Albums
- Tome 1 : Et en plus, c'est vrai ! (1997)
- Tome 2 : T'as rien compris ! (1997)
- Tome 3 : T'as dit quoi ? (1998)
- Tome 4 : C'est trop bien ! (1999)
- Tome 5 : On a bien le droit de rire quand même ! (1999)
- Tome 6 : Ch'ais pas quoi faire ! (2000)
- Tome 7 : C'est quand qu'on mange ?! (2000)
- Tome 8 : C'est qui qu'a prouté ? (2002)
- Tome 9 : Mais… pourquoi tu t'énerves ? (2002)
- Tome 10 : G.U un 8 en fran C (2004)
- Tome 11 : Tiens, c'est pour toi ! (2005)
- Tome 12 : On assure grave ! (2006)
- Tome 13 : Trop la classe (2007)
- Tome 14 : Bonjour l'angoisse (2008)
- Tome 15 : Ça pousse grave ! (2009)
- Tome 16 : t'1 kiète man, j'boss chez 1 cop1 (2010)

## Critique
La série est souvent qualifiée de bon niveau. À mi-chemin entre Titeuf (surenchère et ton plutôt osé) et Cédric (politiquement correct, parfois pathétique), la série ne fait que rapporter des éléments de la vie familiale commune à beaucoup de foyers, sans chercher forcément à faire s'esclaffer à force de gags. Le langage n'y est donc par exemple pas académique sans pour autant en devenir vulgaire (ce qui aurait éventuellement pu servir une caricature « anti-jeune »),. Une des autres caractéristiques souvent qualifiée de bonifiante ou au moins innovatrice est le fait que Carabal ait décidé de faire grandir ses personnages, ce qui est rare dans le neuvième art. Par contre, les détracteurs trouvent la série assez ennuyeuse et sans intérêt, l'action ne se déroulant par exemple qu'au sein de la maison familiale (à quelques rares exceptions près).

## Graphisme
Le dessin de Carabal aux traits esquissés et doux, sans accélérations, a été comparé à celui de Reiser, Sempé voire de Bretécher et son Agrippine.